# Guémené-sur-Scorff

Guémené-sur-Scorff este o comună în departamentul Morbihan, Franța. În 1 ianuarie 2022 avea o populație de 1.136 de locuitori.